# Comté de Washington (Caroline du Nord)
Pour les articles homonymes, voir Comté de Washington.
Le comté de Washington est un comté des États-Unis, situé dans l'État de Caroline du Nord.

## Démographie
| 1800  | 1810  | 1820  | 1830  | 1840  | 1850  |
| ----- | ----- | ----- | ----- | ----- | ----- |
| 2 422 | 3 464 | 3 986 | 4 552 | 4 525 | 5 664 |

| 1860  | 1870  | 1880  | 1890   | 1900   | 1910   |
| ----- | ----- | ----- | ------ | ------ | ------ |
| 6 357 | 6 516 | 8 928 | 10 200 | 10 608 | 11 062 |

| 1920   | 1930   | 1940   | 1950   | 1960   | 1970   |
| ------ | ------ | ------ | ------ | ------ | ------ |
| 11 429 | 11 603 | 12 323 | 13 180 | 13 488 | 14 038 |

| 1980   | 1990   | 2000   | 2010   | - | - |
| ------ | ------ | ------ | ------ | - | - |
| 14 801 | 13 997 | 13 723 | 13 228 | - | - |